# Bart De Smet (bestuurder)
Bart De Smet (Deinze, 31 oktober 1957) is een Belgisch bestuurder en voormalig bedrijfsleider.

## Levensloop
Bart De Smet studeerde aan de Katholieke Universiteit Leuven, waar hij diploma's in de wiskunde, actuariële wetenschappen en bedrijfskunde behaalde.

### Carrière
In 1982 ging hij aan de slag bij Argenta. Vervolgens was hij van 1985 tot 1993 vicevoorzitter Leven van de Belgische poot van Nationale Suisse. In 1994 maakte hij de overstap naar De Vaderlandsche (het latere ING Insurance), waar hij lid werd van het uitvoerend comité.
In 1998 ging De Smet aan de slag bij Fortis. In 2007 werd hij CEO van Fortis Insurance en in juni 2009 werd CEO van de Fortis Holding in opvolging van Karel De Boeck. Onder zijn bewind werd Fortis tijdens de algemene vergadering van april 2010 tot Ageas omgedoopt. In oktober 2020 werd hij als CEO door Hans De Cuyper opgevolgd. De Smet werd in opvolging van Jozef De Mey als niet-uitvoerend voorzitter van de raad van bestuur aangesteld.
In 2016 werd hij door Trends tot Manager van het Jaar verkozen.

### Overige mandaten
Eveneens in 2010 volgde De Smet Christian Defrancq als voorzitter van de federatie van de Belgische verzekeringsmaatschappijen Assuralia op, een functie die hij tot 2014 uitoefende. Hij werd in deze hoedanigheid door Hans Verstraete opgevolgd. In 2017 werd hij vicevoorzitter van het Verbond van Belgische Ondernemingen (VBO) en op 13 februari 2020 volgde hij Bernard Gilliot als voorzitter van deze werkgeversorganisatie op. Vanuit deze hoedanigheid was hij tevens voorzitter van de Groep van Tien. In april 2023 volde René Branders hem als voorzitter op.
Verder is of was hij bestuurder van werkgeversorganisatie Voka, GUBERNA, zakenclub De Warande, muziekcentrum Het Depot,  investeringsmaatschappij De Eik (sinds 2019), de Pro League (sinds 2022) en de KU Leuven (sinds 2022).
In 2023 volgde De Smet Thomas Leysen als voorzitter van de Commissie Corporate Governance op. Sinds 2023 is hij voorzitter van het ziekenhuis Heilig Hart Leuven. Tevens is of was hij ondervoorzitter van de Vlaams-Chinese Kamer van Koophandel en lid van het beleggings- en thesauriecomité van de KU Leuven.
Hij is bestuurder en sponsorverantwoordelijke van Volley Haasrode Leuven en bestuurder van de Volley Liga.